# Komisarz Alex
Komisarz Alex è una serie televisiva polacca, basata su quella austriaca Il commissario Rex. La serie narra di un cane chiamato Alex, che facilita le indagini agli ispettori della polizia giudiziaria del posto, Marek Bromski, Lucyna Szmidt e il collega Ryszard Puchała. Il cane riconosce un criminale attraverso le sue tracce, impronte e attraverso il suo modo di fare. Oltre al lavoro, Alex è attratto dai panini con i würstel.

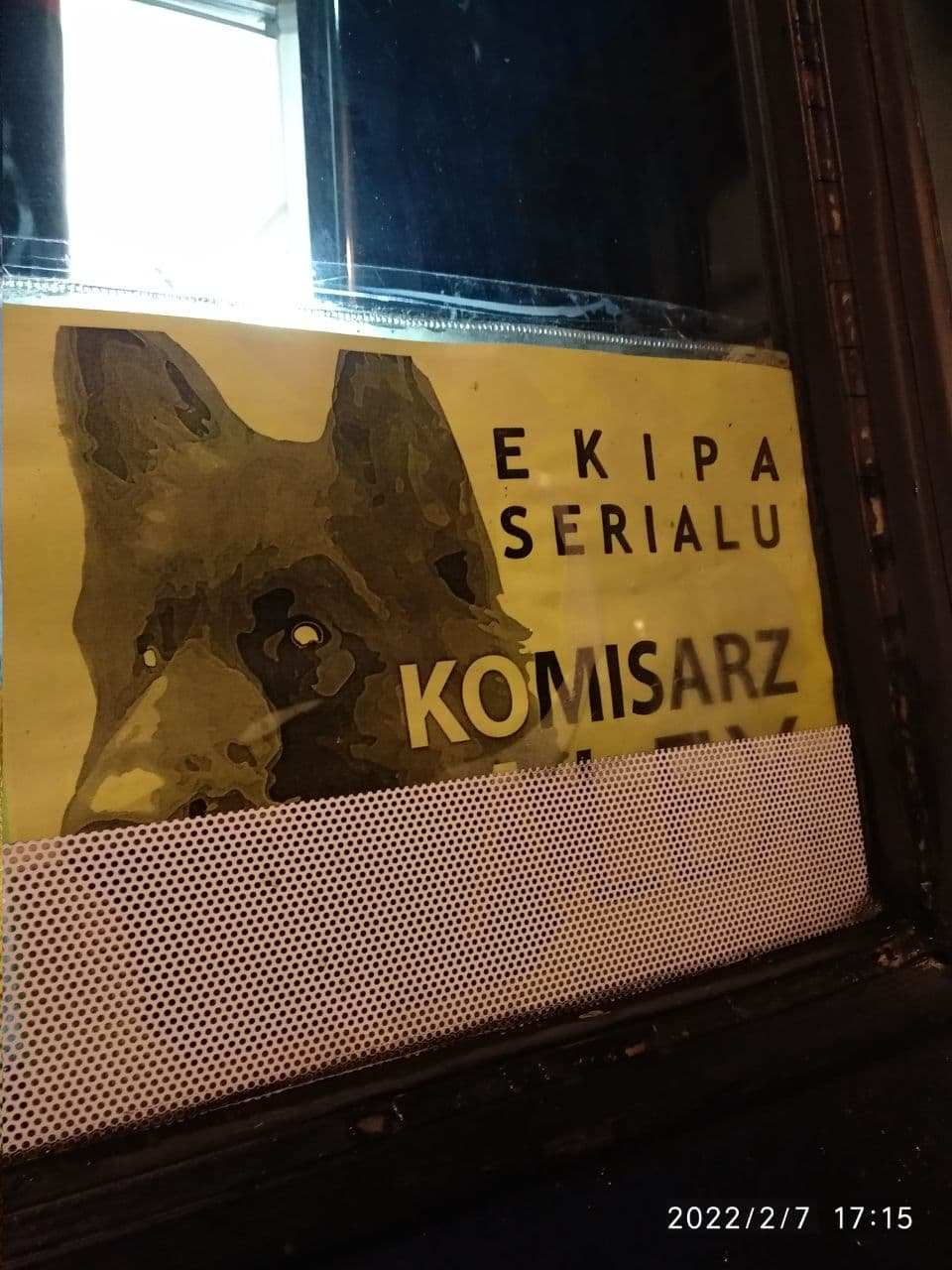

## Personaggi

### Alex
Alex è un pastore tedesco che viene chiamato per risolvere situazioni di crisi, per esempio aiutare le persone sotto shock e prevenirne il suicidio. Insieme al suo partner e amico, il commissario Marek Bromski, aiuta gli ostaggi, spesso causando il panico tra i criminali.

### Marek Bromski
Marek Bromski è un poliziotto molto intelligente che si fida del proprio intuito. Ecco perché può fidarsi del naso di Alex. Marek non ama rispettare le regole. Nella vita è consapevole del suo fascino: sa che fa colpo sulle donne.

### Michał Orlicz
Diventa tutore di Alex dopo la morte di Bromski. In un primo momento non è gradito ai collaboratori. È l'equivalente di Alexander Brandtner.

### Lucyna Szmidt
A differenza di Marek, è sempre guidata dalla ragione e dalla logica e osserva strettamente le procedure. Per lei, la cosa più importante è la prova concreta, la logica del delitto, i motivi, non l'intuizione.

### Ryszard Puchała
Gli piace analizzare in profondità i casi, scavando incessantemente fra le informazioni dal passato. I suoi elementi sono un computer e internet. Fa ritratti di memoria, scansiona la rete, ha a portata di mano la conoscenza di come individuare qualcuno che utilizza una rete, GPS, ecc.

### Gustaw Majer
In polizia era un asso ma ora è in pensione. È sempre pronto ad aiutare il commissario Marek Bromski, in modo discreto, per fare luce sui delitti.

## Episodi
| Stagione         | Episodi | Prima TV Polonia | Prima TV Italia |
| ---------------- | ------- | ---------------- | --------------- |
| Prima stagione   | 13      | 2012             | 2013            |
| Seconda stagione | 13      |                  |                 |
| Terza stagione   | 13      |                  |                 |
| Quarta stagione  | 13      |                  |                 |
| Quinta stagione  | 13      |                  |                 |
| Sesta stagione   | 13      |                  |                 |
| Settima stagione | 13      |                  |                 |
| Ottava stagione  | 13      |                  |                 |
| Nona stagione    | 13      |                  |                 |
| Decima stagione  | 13      |                  |                 |